# 吉林长柄姬小蜂
吉林长柄姬小蜂（学名：Hemiptarsenus jilinus），一种于中国吉林省长春市净月潭国家森林公园发现的昆虫，隶属于膜翅目姬小蜂科长柄姬小蜂属。

## 鉴别特征
头部和中躯（mesosoma）呈深绿色泛金属光泽；柄后腹（gaster）背面呈棕色，近基部具黄色大斑块，腹面为黄色，腹端棕色；触角具暗棕色索节（funicle），柄节（scape）和梗节（pedicel）淡黄色，棒节（clava）2节白色；足黄色具白色基节（coxa）和转节（trochanter）；小盾片（scutellum）具有纵向刻纹，长度大于中胸盾片（mesoscutum）；小背板（dorsellu）具突壁网纹；并胸腹节（propodeum）短于小盾片，具完整的中脊（median carina）和侧褶（plicae）。